# Mathurin Jacques Brisson
Mathurin Jacques Brisson, född 30 april 1723 i Fontenay-le-Comte, död 23 juni 1806 i Croissy vid Paris, var en fransk zoolog och naturfilosof.
Han sysslade först med naturhistoria och skrev flera skrifter, till exempel Regnum animale (1756–62) och Ornithologia (1760). Efter 1757 blev Brisson professor för naturfilosofi, först i Navarre och senare i Paris. Hans främsta verk i detta ämne var Pesanteur spécifique des corps (1787). Brisson skrev även några avhandlingar om fysik som under hans tid hade större betydelse.